# Толстоизъм
Толстоизъм (на руски: Толстовство) е нравствено-социално учение и движение на християнска основа, възникнало в Русия през 1880 г. Негов основател е руският писател Л. Н. Толстой със съчиненията си: „Изследване на догматичното богословие; Съединение и превод на четирите евангелия“, „Моята вяра“, „Но какво да правим?“, „Царството божие е вътре във вас“, „За всеки ден“, „Пътят на живота“. В тях Лев Толстой научно изчиства от суеверия и мистицизъм и систематизира религиозното съзнание на човека, и доказва, че религията в същността си е разумна и логична, и върху тази разумна религия е нужно да се построи човешкият живот и общество. Толстоизмът поставя нравственото самоусъвършенстване на човека като смисъл и цел на живота и единствен път към Бога. Самоусъвършенстването е възможно само чрез практическо изпълнение на проповедта на Христос на планината (Матей, гл. 5). Което включва отказ от прилагане на насилие, неучастие в насилствени институции, неотвръщане на насилието с насилие. На практика това се изразява в масовото отказване от военна служба в Русия, България, Холандия, Англия (през Първата световна война в Англия отказват да служат 30 000 души) през 20-те години на XX век.

## Форми на толстоизма
Обособяват се две форми на толстоизма: киническа и комунална. Първата е индивидуално-духовна, втората включва участие в земеделски комуни. Толстоизмът достига най-широко разпространение след 1917 г. в Русия (100 комуни и 30 000 последователи). През 1933 г. е юридически закрит в Русия. Непримиримите толстоисти са изселени в Сибир, където основават комуната „Живот и труд“ (1932 – 1938).
След Русия толстоизмът се разпространява в Холандия (проф. Дж. Фан Реес), България, Англия (Д.Кенворти), Унгария, Швеция, САЩ (Е.Кросби), Япония (С.Мусянокодзи), Корея (Лю Ен Мо), Чили (Ф.Сантиван), ЮАР (М. Ганди).
В съвременна Русия толстоизмът е деформиран от идейното течение русински социализъм и църквата на Лев Толстой. Съществувало е училище в гр. Новокузнецк, в което са се преподавали някои от принципите на толстоизма, но е закрито и превърнато в православна школа (1993 – 2009).
Толстоизмът е забранен и преследван в Япония, поради масовото му разпространение през 1909 г. Днес в Япония съществуват толстоистка комуна „Единственият огън“ – Киото и университет Сюва Дези – Токио, в които се пазят идеите на толстоизма.
Толстоизмът е в основата на гандизма – религиозно-политическо движение за национално освобождение на Индия.
В наши дни няма силно изявени личности толстоисти, няма и музей на толстоизма в света. В Русия отделни хора (напр. Вл. Мороз) и групи споделят толстоизма. В родната на Лев Толстой Ясна поляна има само музей на светското му литературно творчество, като бившият директор Владимир Толстой (праправнук на Толстой) е антитолстоист, а настоящият – съпругата му следва съветите на мъжа си, който от 2012 г. е и съветник на президента на Русия.
В България единствено изявил се с толстоистка позиция и издател на религиозните съчинения на Лев Толстой е Й. Йорданов. В с. Ясна поляна, Бургаско е направен опит за създаване на музей на толстоистка комуна. Хората създали музея имат културно-туристически цели и създаденото от тях е много слабо копие на истински толстоистки музей.
От академичните среди съвременни изследователи на толстоизма са Е. Мелешко (Русия), У. Еджъртън (САЩ), А. Донсков (Канада).
Коста Рика е единствената страна в света без армия – разпусната е през 1948 г. от президента Хосе Фигирес Ферер, който нарича имението си „Ясна поляна“, така се води и днес. В гр. Колон до столицата Сан Хосе е изграден „Монумент на мира“, в който е и паметникът на Лев Толстой.

## Толстоизъм в България
В България се разпространява след 1900 г. от Сава Ничев, Стефан Андрейчин, Георги Шопов, Христо Досев. Издават се книги, списания и вестници. В България са най-много изданията и преводите на религиозните съчинения на Лев Толстой в цял свят. За разлика от руския толстоизъм, българският участва в политиката, като се стреми да прокара най-вече в програмата на БЗНС проекта на американския икономист Хенри Джордж за единния налог върху ценността на земята, независимо дали е земеделска или е градска.
През 1907 година толстоисти правят опит да основат своя колония в Бяла Слатина и дори инсталират там печатна машина, но са изгонени от местните жители. Малко след това те купуват пустеещи земи в близкото до османската граница село Аланкайряк (днес Ясна поляна) и основават просъществувала до войните колония, в която издават списание „Възраждане“. Тази колония получава широка известност и самият Лев Толстой решава да я посети, но умира на път за България.
През 1925 година толстоисти основават колония в Ружинци, наемайки държавни земи. Тази група се стреми да използва в общуването си езика есперанто. Прави и неуспешни опити да продава продукцията, оставяйки я на пазара и разчитайки купувачите сами да се обслужват и да оставят пари за взетата стока. Създават своя кооперация за производство на безалкохолно вино, искайки да пропагандират въздържателството, но не срещат подкрепа сред местните жители, които през 1928 година ги изгонват от селото.
Просъществували за кратко толстоистки колонии има и в Дерманци (Луковитско), Асеново (Поповско), Индже войвода (Бургаско), Момина църква (Средецко), Горна Оряховица, и в пловдивските села Костиево, Скутаре и Рогош.
Последната и най-голяма и дълго просъществувала колония до село Мечкюр (сега Прослав – квартал на град Пловдив) е създадена през 1926 година, когато толстоистка група купува 264 декара земя. Тук се заселват и толстоисти от други разпаднали се комуни. Вземайки значителни банкови заеми, групата успява да създаде голямо модерно стопанство, което обаче остава нерентабилно и през 1938 година толстоистите са принудени да си разделят по-голямата част от земята, за да могат да обслужват заемите си. В този вид стопанството просъществува до 1945 година, когато става основа на новосъздадено ТКЗС.

## Основни представители

### Лев Н. Толстой (1828 – 1910)
Духовното му, нравствено рождение е през 1880 г. Реформира теоретично християнството като изчиства и показва истинската вяра на човека Христос в Бога. За разлика от църковното християнство, което проповядва вяра в богочовека Христос, в неговото възкресение и чудеса. Л. Толстой утвърждава християнската нравственост, изразена в планинската проповед на Христос (Матей, гл. 5), която е лично дело за всеки човек, тук и сега, и няма никаква връзка с обредите и тайнствата на църквата, била тя православна, католическа или протестантска. За това Толстой е отлъчен от руската православна църква (1901 г.). Религиозно-социалните му съчинения са забранени в Русия и се печатат в Англия и Швейцария. Л. Толстой се отказва от частната си собственост върху земята и имението си, от авторските си права и работи земеделски труд. Става вегетарианец и пълен въздържател (алкохол и тютюн). Новия си, религиозен светоглед претворява в романа „Възкресение“ (1899 г.).

### Павел Бирюков (1860 – 1931)
След завършване на Морска академия, напуща военноморската си служба и посвещава живота си на идеите на Л. Толстой. Работи в издателство „Посредник“ (1884). Заточен е в Латвия поради участието му в спасяването на духоборите. Емигрира в Швейцария (1899 г.). Там издава сп. „Свободна мисъл“ и публикува забранените произведения на Л. Толстой. Пребивава в Канада при духоборите (1920 г.). Автор на първата биография на Л. Толстой в четири тома (1923 г.).

### Владимир Чертков (1854 – 1936 г.)
През 1881 г. Владимир Чертков се отказва от военна кариера, син е на генерал-адютанта на руския император Александър II. Живее в с. Лизиновка, където построява болница и училище за селяните. Среща се с Л. Толстой през 1883 г. Става най-близкия му съидейник, който съхранява печата и разпространява произведенията на Л. Толстой. Основател на издателство „Посредник“, което издава книги за народа. Изгонен от Русия (1898 г.) живее до 1907 в Англия. Основава издателство „Свободно слово“. Писмата на Толстой до него в този период са 928 на брой. В.Г. Чертков е организатор и ръководител неофициално на толстоисткото движение в Русия. Автор е на книгите „Нашата революция“ (1906 г.), „Бягството на Толстой“ (1922), „Злата забава. Мисли за лова“, „Животът е един“. С последните две книги той е и първият руски биоцентрист. Инициатор и организатор на 90-томното издание на произведенията на Лев Толстой (1928 – 1958 г.)

### Б. В. Мазурин
Председател на подмосковската комуна „Живот и труд“ (Шестаковка – 1921 – 1930) и на общоруската сибирска комуна „Живот и труд“ (1932 – 1938).
В „Шестаковка“ комунарите-толстоисти, бивши дворяни, студенти, жители, селяни, червеногвардейци, есери построяват голям комунален дом с водно отопление, обща кухня, столова, жилищни стаи. Земеделският им труд е за физическо и духовно здраве, не за пари. Те не плащат данъци, не участват в избори, отказват да служат в армията. След изселването на непримиримите толстоисти от цяла Русия в Сибир, се основава нова комуна „Живот и труд“ край гр. Новокузнецк. Тя просъществува до 1938 г., трудно и с много съдебни процеси срещу по-видните толстоисти. Официално в Русия толстоизмът е забраняван през 1897 г. и 1933 г.

### Христо Досев (1887 – 1919)
Роден в Стара Загора в семейство на богат търговец. Напуща следването си в Женева и става един от основателите на колонията в с. Алан Кайряк (Ясна поляна) през 1906 г., и сп. „Възраждане“ (1907). От 1909 г. живее в Русия до гр. Майкоп, Кавказ, където се оженва за дъщерята на руския толстоист В. И. Скороходов. Обработва земя заедно със Скороходов и други руски толстоисти (Н. А. Шейерман). Личен познат на Л. Толстой, В. Г. Чертков, В. Булгаков. Подписва възванието срещу Първата световна война „Опомнете се, хора-братя“ написано от В. Булгаков. Превежда статиите на Л. Толстой за сп. „Възраждане“, публикува в руския толстоистки печат. Един от основателите на Българския вегетариански съюз. Автор на книгите „Разкази и статии“, „Етика на храненето“, „Колонията на възрожденци в България“, „Близо до Ясна поляна“, „Дневникът на самотника“ (неиздадена).

### Стефан Андрейчин (1869 – 1961)
Роден в Габрово. Организатор и участник в колонията в с. Аслан Кайряк (Ясна поляна) – 1906 – 1908 г. Редактор на сп. „Ново слово“, „Възраждане“, „Вегетариански преглед“, „Прослав“ и на вестниците „Нов живот“ и „Братство“. Автор на книгата „Осветлени въпроси“ и стихосбирките „Песни на мирния живот“, „Цветята на душата“, „Лъчи на живот“, „Капки роса“. Преводач от руски и френски. От 1943 г. Живее в колонията до с. Мечкюр, Пловдивско.

### Йордан Ковачев (1895 – 1966)
Йордан Ковачев е роден в Пещера. По бащина линия корените му са от Пиринска Македония – с. Белица, Разложко. Завършва право в Софийския университет. Защитава толстоистите в съда, при отказа им от военна служба. Подготвя документите за закупуване на земя за колонията до село Мечкюр, Пловдивско и по-късно я подпомага безвъзмездно финансово. Личен познат е на П. Бирюков и В. Булгаков, кореспондира с В. Г. Чертков, Н. Гусев, Е. И. Попов. Той е от второто поколение български толстоисти, които съвместяват толстоизма с политиката. Член е на БЗНС (1919), поддръжник на групата на Д. Драгиев, който е с евангелско-толстоистки убеждения. Кандидат е за народен представител от БЗНС през 1938 г., а след 9 септември 1944 г. е избран за депутат от квотата на БЗНС (Н. Петков). Защитник на Н. Петков в процеса срещу него. Въдворяван в концлагера „Куциян“ (1947 – 1948) и два пъти в Белене (1951 – 1952; 1957 – 1958). Преводач от руски и френски. Поет и писател. Автор на три стихосбирки, разкази и драматични произведения. Редактор на в-к „Свобода“. Й.Ковачев е последовател на киническия толстоизъм. Считан за най-добрия познавач на Толстой и толстоизма извън границите на Русия. Наричан е българският Махатма Ганди. Избиран е за председател на Съюза на писателите от провинцията в България 1934 – 1944 г., когато той се влива в Съюза на българските писатели. През 1932 г. е приет за почетен член на Международния съюз на писателите-демократи със седалище Париж.

### Г. С. Шопов (1880 – 1932)
Роден в Панагюрище. Той е първият българин отказал се от военна служба поради толстоистките си убеждения (1900 г.). Осъден на три години затвор. Кореспондира с Толстой. Издава списание „Л. Толстой“ (1909 – 1906) и списание „Живот“ (1907). Създава издателство „Живот“ (1907 – 1921), което издава предимно съчиненията на Л.Толстой. Автор на книгите „Как живя, работи и умря Л. Толстой“ (1926 г.) и „На гости в Ясна поляна“ (1929 г.). Основател, заедно с Хр. Досев и проф. Д. Кацаров на Българския вегетариански съюз.

## Цитати
„Човек без религиозен мироглед е духовен, нравствен инвалид. И такъв човек – като инвалида е във властта на всички, с него могат да си правят каквото искат. И такава е цялата наша и цялата европейска и американска интелигенция. Тя не вярва в нищо но знае, че трябва да живее и живее от чужд труд. Издържат я също хора без религия. Затова трябва да се убива истинската разумна вяра-за да паразитира интелигенцията. С това убийство са заети духовенството и учените…“
—Лев Толстой

„Само едно е нужно: да пазим в себе си своето божествено аз и да го разрастваме, за да го пренесем в другия живот пораснало от самоусъвършенстването“
—Л. Толстой, писмо до Е. И. Попов, 1894 г.

„Физическият труд е едно от условията на чистия живот“
—Лев Толстой

„Колкото повече човек забравя своята личност и се пренася в своята висша същност, толкова по-силно чувствува, че телесното е временна форма, чрез която се проявява вечният живот на духа“
—Владимир Чертков

„Работете над себе си, като се усъвършенствате. Важен е проявящият се дух на човека, който неизбежно се връща към Бога.“
—Христо Досев

„Неговият мироглед (на Л. Толстой) за мен беше, па и сега е цялостен, пълен, отговарящ на всички търсения на разума и на душата.“
—Йордан Ковачев

„Аз воювам против злото в света и оръжието ми е добрите дела и примерния живот. Заявявам Ви, че съм свободен човек и в казармата нямам работа.“
—Г. С. Шопов

„Учение аз нямам и никога не съм имал. Аз не зная нищо, което да не знаят всички хора. Аз зная заедно с всички хора, с огромното мнозинство от хората по целия свят, че всички свободни и разумни същества, имат в душата си вложен един висш, много прост, ясен и достъпен за всеки закон, нямащ нищо общо с предписанията на хората, наричани права и закони. Висшият закон, този най-прост и достъпен за всеки човек, се състои в това, да обичаме ближния си, както самия себе си, и затова да не правим на другите това, което не искаме да ни правят. Този закон е така близък до сърцето човешко, така разумен изпълнението му така несъмнено установява благото, както на отделното лице, така и на цялото човечество и толкова еднакво е бил провъзгласен този закон от всички мъдреци по света, от Веданистите в Индия Буда, Христос, Конфуций, Русо, Кант, че ако не бяха тези коварни и зловредни усилия, които са правили и продължават да правят богословите и законниците за да скрият този закон от хората, законът вече отдавна би бил усвоен от огромното мнозинство от хората и нравствеността на хората в наше време не би стояла на тази низка степен, на която е сега“.
—из Писмо до един студент
1909 г.

„Истинска наука може да бъде, само такава наука, в основата на която ще бъде положено религиозно нравственото учение за душата на човека, за Бога и за нравствеността.“
—Лев Толстой

„Преди години у нас се появи движение, което си беше поставило за цел да изстърже от душата на човека порочните зверските наклонности: „Не мъчи. Не убивай. Не яж месо!“ И мнозина тръгнаха по този път. Създаде се вегетарианското движение...“
—Наню Ганчев, писмо до Ив. Унджиев 1962

„Няма нито един интелигент, нито един мислещ идеалист който да не е черпил вдъхновение от Толстой, неговото влияние сега и в миналото на личния и семейния живот на българската интелигенция е неизмеримо.“
—Г. Константинов, 1928 г.

„Колко е хубаво, че Л. Н. Толстой не е създал никаква църква, никаква партия, никаква секта и никакви догми. Той показа на хората пътя на живота, който счита за истински. Той споделя своя опит по този път, направлява и оставя всеки сам посвоему, самостоятелно да мисли, самостоятелно да взема решения и живее, ръководейки се от своя разум и своята съвест, съгласно силите и изискванията на душата си.“
— Б. Мазурин
1. 1 2 3 4  Груев, Михаил. Преорани слогове. Колективизация и социална промяна в Българския северозапад 40-те – 50-те години на XX век.   София, Сиела, 2009. ISBN 978-954-28-0450-5. с. 46 – 47.